# 三四郎
『三四郎』（さんしろう）は、夏目漱石の長編小説である。1908年（明治41年）、『朝日新聞』に9月1日から12月29日にかけて連載され。翌年5月に春陽堂から刊行された。『それから』『門』へと続く前期三部作の一つ。全13章。
九州の田舎（福岡県の旧豊前側）から大学入学のため出てきた小川三四郎が、都会の様々な人との交流から得るさまざまな経験、恋愛模様が描かれている。三四郎や周囲の人々を通じて、当時の日本が批評される側面もある。「stray sheep」という言葉を随所で口にして出てきて三四郎自身や人との関係を表わしたりする。
三人称小説であるが、視点は三四郎に寄り添い、時に三四郎の内面に立ち入り説明して、さらに状況に意味付けしたり言及したりする「語り」をしばしば挟んで、読者を強く誘導する。

## あらすじ
東京帝国大学に合格し、郷里の九州から上京した23歳の小川 三四郎は旅慣れていない。たまたま列車に乗り合わせ、名古屋で宿泊するが、間違って相部屋にされた女性にも曖昧な態度を取りつつ警戒し、別れ際に「貴方はよっぽど度胸のない方ですね」となじられる。まだ人や女性に戸惑う。
三四郎は大都会・帝都東京で人の多さに辟易する。同郷で理科大学（現在の東京大学理学部）教師の野々宮 宗八を訪ね、帰りに大学構内の池のほとりで団扇を手にした若く美しい女性里見 美穪子を偶然目にする。野々宮と再び会った三四郎はともに本郷を散歩する。7つ年上で30歳の野々宮は散歩の途中に用品店で女物のリボンを購入する。
9月に講義が始まる。三四郎は隣の席の佐々木 与次郎と友人になり、洋食屋「淀見軒」に誘われライスカレーを食べる。三四郎は与次郎から「つまらない講義に耳を傾けるより、世間の風というものを入れ給え」と忠告される。与次郎から野々宮 宗八が探していたと聞かされた三四郎は野々宮に会いに行き、同郷の誼で三四郎の実家から贈られた品「赤い魚・ひめいちの粕漬」への礼を言われて自宅に誘われ、三四郎は野々宮の妹よし子と引き合わされる。三四郎は「第一の世界:故郷」、「第二の世界:大学と周辺」、「第三の世界:華やかな帝都での出会い」ができたと将来を考えるが、「国から母を呼び寄せて、美しい細君を迎えて、（自分は）身を学問にゆだねる」という三四郎自身も平凡と感じる田舎者らしい結果になる。
一方、与次郎が「先生」と慕う英語教師広田 萇の引っ越しが決まり、手伝うことになった三四郎は、広田の新居で偶然にも美穪子と再会し名刺を渡される。三四郎は花は必ず剪って、瓶裏にながむべきものであると実感する。三四郎と美穪子は新居の掃除を2人で行うことになる。2階に上がった美穪子は空を見上げて雲の形に見とれていた。三四郎はそんな美穪子に惹きこまれていく。荷物を運び入れた与次郎も合流し、荷解きするうちに講義を終えたらしい広田も帰宅する。与次郎は広田を「偉大なる暗闇」と評し、折角多くの書籍を読んでいるのにちっとも光らないとボヤく。一方、野々宮も海外での高い評価に対し、国内では安い給料で雇われて穴蔵に閉じ込められていると評する。そんな与次郎の人物評に広田は君はせいぜい丸行灯で二尺程度を照らしているだけだと叱責する。美穪子が差し入れとして持ち込んだ大きなバスケットに一杯のサンドイッチを振る舞ううち野々宮もやって来る。広田家は賑やかだった。与次郎は広田家の2階に居候するつもりでいた。話題が変わり、与次郎の翻訳に広田が難をつける。野々宮が原文を問うと、すかさず美穪子が英文を口にする。美しさだけでなく教養も光る美穪子に、三四郎はますます関心を抱く。一方、野々宮はよし子を里見家に居候させようとしていた。
美穪子には兄が2人いたが、上の兄は亡くなっていた。その兄と親友だったのが広田で、下の兄の恭介と同窓だったのが野々宮だった。そして美穪子は野々宮家にたびたび出入りしていた。三四郎は団子坂の菊人形見物に誘われる。
菊人形見物に繰り出した美穪子、よし子、広田、野々宮に同行した三四郎の一行は、雑踏で物乞いや迷子とすれ違う。だが、広田も野々宮も「場所が悪い」と関わり合いを避ける。すると美穪子は「気分が悪い」と言いだして三四郎を連れ出し、一行から離れる。「気分が悪い」というのは美穪子の口実に過ぎず、本当は「気分を害した」のだった。重苦しい曇り空を「大理石」と評する美穪子。美禰子は「私そんなに生意気に見えますか」と三四郎に投げかける。美禰子は自分の言動が他者に生意気に見えると自覚しているが自身は生意気に見えることを不本意だと心底を打ち明けた。しかしまた三四郎は黙り込み、美禰子は「じゃ、もう帰りましょう」と三四郎にとって自分は興味がないと諦めた。2人がはぐれたことで野々宮たちが慌てていると三四郎は心配するが、大きな迷子だからと美穪子は取りあわず、責任を持ちたがらない人たちだからと流してしまう。そして、三四郎に迷子の英訳として「stray sheep」だと教える。泥濘を避けるために置かれた石を三四郎はひらりと飛び越えるが、美穪子は不安定な石に足を取られ、三四郎に抱きかかる形で倒れてしまう。美穪子は三四郎の腕の中で「stray sheep」と囁くのだった。講義に身が入らない三四郎はノートにstray sheepと書き殴るようになる。
一方、広田が新居を借りるにあたり野々宮から借りた20円を、預かった与次郎が馬券でスッてしまったと相談され、三四郎は仕送りから20円を立て替えてやる。与次郎は三四郎が立て替えた20円の工面をつけようとし、美穪子からアテを得たものの三四郎が来ないと渡さないと言われてしまう。三四郎は里見家に赴き、美穪子は預金通帳と印鑑を三四郎に渡し、好きなだけ使いなさいと告げる。また画家の原口の開く絵画展のチケットがあると美穪子は三四郎を誘う。しかし野々宮と鉢合わせた美穪子は、三四郎になにかを囁く挙動に出たのち、それが野々宮への当て付けの意味があったことを仄めかす。三四郎は美穪子に恋をしている自覚を持つが、美穪子の真意を理解できない。三四郎は冬物を買いに出た日に、香水を買いに来た美穪子とよし子に偶然出会い、品定めを任され、ヘリオトロープを選ぶ。
郷里から臨時の仕送りを受け、原口のアトリエを訪ねた三四郎は、モデルをしている美穪子と対面し、金を返すと言い出す。美穪子は疲れた表情を見せるようになり、原口に帰される。そこで三四郎は、金は口実に過ぎず貴方に会いに来たのだと美穪子に告げる。美穪子は話題を変え、描かれた服装で原口が作品に取りかかった時期が分からないかしらと三四郎に囁く。三四郎はそれが偶然美穪子を見初めた時期だったことに気づくが、そこへ三四郎の知らない若い紳士が現れ、美穪子を車に乗せて去る。
三四郎は広田を訪ね、広田は結婚というものに否定的で、恋愛についても達観した人物だということを知る。演芸会に行き風邪をこじらせて伏せった三四郎は、美穪子の縁談が纏まったと与次郎から知らされる。相手は野々宮ではなかった。回復後三四郎は真相を確かめるべく美穪子宅へ行く。三四郎が美穪子に金を返すと、美穪子は三四郎が選んだヘリオトロープの香水を含んだハンカチを差し出す。「結婚なさるそうですね」と三四郎が問うと、美穪子は「ご存じなの」と、ため息をかすかにもらした。
三四郎が帰省する間に、美穪子は兄の友人と結婚していた。完成した原口の絵は所属美術団体の展覧会で公開され評判となっていた。そこには池のほとりで扇子を手にした美穪子が描かれていた。美禰子夫婦は2日目に来ていい絵ができたと美禰子と原口が礼を述べ合い、さらに夫が一番礼を述べた。第1土曜日には三四郎と広田、野々宮4人で来館する。美禰子の絵の前で、野々宮は偶然服の隠しポケットから出てきた終わった美禰子の結婚披露招待状を引きちぎり床に捨てた。原口は与次郎に売りたいと言うが、与次郎は「僕より」と絵の前の椅子に座っている三四郎をみやる。与次郎「どうだ森の女は」三四郎「森の女という題が悪い」「じゃ、なんとすればよいんだ」三四郎はなんとも答えなかった。ただ口の中で「stray sheep、stray sheep」と繰り返す。

## 登場人物
小川 三四郎
主人公。郷里の九州福岡県京都郡（みやこぐん）真崎村（真崎村は架空の地名）から列車で上京。大学一部文科（第1章）一年生。数え年で23歳（第1、4章）。酒も煙草もたしなみ、熊本の高校時代は赤酒ばかり飲んでいた（第6章）。身長は5尺4寸5分（約165cm）（第11章）。本郷区駒込追分町（文京区向丘一丁目または二丁目）に下宿する。肌は普通よりも黒い（第4章）。日記をつける（第1章）。父親は亡くなっている（第11章）。未知の事が起こり混乱すると黙り込んでしまう癖がある。
- 三四郎の回想と母からの手紙のみで登場

三四郎の母
京都郡真崎村の地主（第2章、4章）。夫は亡くなっている（第11章）。東京の三四郎に毎月25円仕送りしている（第7章）。「お光さんは器量もよし気質も優しいし、家に田地もだいぶあるし、その上家と家との今までの関係もある」、「東京の者は気心が知れないから私はいやじゃ」として、三四郎とお光さんの結婚を望んでいる（第4章）が、三四郎にはまったくその気はない。
三輪田のお光さん
　三四郎の幼馴染み。隣町の「豊津の女学校」をやめて家に帰ってきている（第11章）。
- 大学とその周囲の人々

野々宮 宗八
三四郎の同郷の先輩（三四郎より7歳ほど年上）。同郷人「勝田の政さん」の従弟で、三四郎の母から後見を頼まれている（第2章）。理科大（東京帝国大学理科大学）で光線の圧力の研究をする。大学からの月給55円。独身。いずこからか豊多摩郡大久保（現・新宿区）に転居（第3章）。
佐々木 与次郎
三四郎とは大学で出会い、友人となる。広田の家に寄宿している。独身。馬券を買う。坊主頭（第11章）。
広田 萇（ちょう）
第一高等学校の英語教師。身長は5尺6寸（約170cm。第11章）。母は明治憲法発布の翌年に死去（第11章）。独身。喫煙者。酒は飲まない（第11章）。本郷区駒込東片町（文京区向丘一丁目または西片二丁目）に家を持ち、のち西片町（文京区西片一丁目または二丁目）に転居。髭は濃く、面長で痩せぎす（第1章）。神主のような顔立ち（第1章、第4章）。坊主頭（第9章）。列車で名古屋から三四郎と相乗りになる（第1章。なぜ乗車していたかその理由はあきらかでない）。
里見 恭助
美禰子の兄。名前のみ登場する。法学士。
庄司
佐々木によれば、東京大学の「文科で有力な教授」（第9章）。博士。「精養軒の会」に出席する。髪をふつうの2倍以上長くのばしている。
批評家
「精養軒の会」に出席する。
田村
小説家。「精養軒の会」に出席する。
- 関係が広がり出会う人物

里見 美禰子（みねこ）
23歳の都会の女性。両親が亡く若い兄が自由放任主義だからわがままで男の自分と道を一緒に歩くのだと、田舎出の三四郎は危ぶむが、やがて三四郎の憧れになる女性。まぶたは二重。英語が得意。いい着物に次々着替えて水準の高い暮らしをしている。両親は早く亡くなる。長兄も早く亡くなるが広田萇の友人であった。本郷区真砂町（文京区本郷一丁目、二丁目または四丁目）の次兄宅に住む（第4章）。
野々宮 よし子
野々宮 宗八の妹。独身。編み物をし（第3章）、水彩画を描く（第5章）。
原口
野々宮や広田とも親交がある画家。美禰子の肖像画を描いた。烟管（パイプ）を使う。独身。本郷区駒込曙町（文京区本駒込一丁目または二丁目）に住む。声が大きい（第7、9章）。九段の銅像の作者（大村益次郎像を制作した大熊氏広か）と仲が悪い（第9章）。
（その他）
職工の妻
夫は満州に出稼ぎに出ている。上京する三四郎と京都駅から名古屋駅まで列車で相乗りになり、名古屋で同宿する。子供がいる。
爺さん
上京する三四郎と列車で相乗りになる。日露戦争に息子をとられ、外国で戦死した。戦争ほど馬鹿げたものはないという。
美禰子の結婚相手
美禰子の兄の親友。氏名は出てこない。結婚相手らしいと示すだけで特定はしないが、自家用車に乗り、血色がよく背のすらりと高い細面のりっぱに見える人物。よし子とも縁談が先にあったが、美禰子と結婚した。

## 作品背景
明治末期の青年の成長を描いた作品である。当時は、主人公のように地方の人間が立身出世を目指し多数上京していた。作者は福岡県京都郡の農村出の青年・三四郎の目を通し広田の発言として日露戦争後に一等国だと軍備拡張する日本社会を「滅びるね」と批評している。三四郎は美禰子や野々宮らと知り合い、郷里を踏まえつつ、学問、恋愛と出会う三四郎の戸惑いと成長して無限の可能性のある青年像を描き出している。特に三四郎は恵まれていて明治時代に東京帝国大学に進学できるのはわずかだった。日本で最初級の教養小説であり新聞小説として広く読まれ注目される。
里見美禰子の視点からは、明治時代末、女性は家から独立する場合には就職の道は無く結婚して夫に養われる以外なかった。特に両親も長兄にも先立たれた美禰子は既に数えで23歳であり当時では適齢期を過ぎた年齢だった。次兄恭介の結婚で同居する真砂町の次兄の家では新妻にとり美禰子は邪魔になり、居場所を探さねばならず先行きに焦りがあった。野々宮には自分を理解しても容認してくれない不満がある。新たに現われた三四郎は「私そんなに生意気に見えますか」と心底を打ちけても不機嫌に黙り込んだまま自分の心情を理解すらできない男性だと見限った。その上で今の水準の高い生活を続ける経済的な面で野々宮との結婚を選択できなかった美禰子と三四郎との関係には評者たちからは様々な感想がある。
モデル
- 三四郎 漱石の弟子である小宮豊隆がモデルである[10]。特に母親からの手紙は小宮自身への母からの書簡が参照されている[11][12]。小宮は、福岡県仲津郡（明治29年京都郡に編入）久富村（現在の京都郡みやこ町）に生まれ、旧制の福岡県立豊津中学校（現在の福岡県立育徳館高等学校）を経て第一高等学校 (旧制)から、東京帝国大学文科大学に進む[13]。三四郎が熊本の第五高等学校出身とされている点は、小宮の経歴とは異なる。なお、育徳館高等学校の校庭には、小宮豊隆文学碑を中心とする「三四郎の森」がある[14]。「三四郎」の名前については、早稲田南町の夏目家の近所に陸軍幼年学校の物理学教授田中三四郎[注釈 6]邸があり、漱石が田中三四郎の表札を見て、主人公の名を思いついたとする説がある[15]。
- 佐々木 与次郎 漱石の弟子の鈴木三重吉がモデルである[注釈 7]。
- 里見 美禰子 漱石の弟子である森田草平と心中未遂事件を起こした、婦人運動家平塚雷鳥がモデルであり、雷鳥には漱石は会ったことはなく森田草平の言ったことで書いた[16][17]。
- 野々宮 宗八 モデルは漱石の弟子である、物理学者の寺田寅彦である[18]。指導を受けた学生だった中谷宇吉郎によると、地下の研究室の描写は、弥生町の理科大学本館の寺田寅彦の研究室そのまま。ドイツの理科大学の模倣で石とレンガ造りの荘重な建物の地下室で、漱石はここを『虞美人草』執筆当時に1回訪問した[19]。訪問時には寺田寅彦は、鉄砲弾丸の弾道の気派研究をしていたが、小説に取り入れるのを大川内主任教授にはばかって[19]寺田が断り、漱石が別の研究話を所望して、寺田がその時読んでいたアーネスト・ニコルス、ゴードン・ハル『光圧測定研究』論文内容を紹介し漱石が『三四郎』に書いた[20]。
- 広田 萇 モデルに一高の岩元禎教授を見据えて書いている。与次郎に対して言う「不可（いか）ん不可ん、下列の極（きょく）だ」は岩元の口癖で森田草平も恩師でよく知り、モデルだとする。既に発表時から噂になっていた。ただし団子坂の菊人形を評価する発言は漱石自身だと森田草平が評している[21]。
- 第6章「帝大運動会」野々宮が記録測定しているが、モデル寺田寅彦は日記によると1906年（明治39年）11月10日この運動会の計測掛を務めている。1908年（明治41年）8月29日には漱石から大学運動会のことを聞かれている[22]。運動会で200メートル競走に25秒74の記録で優勝する紫の猿股の選手は藤井實 がモデルだと考証されている[23]。
- 第12章「演芸会」公演:前期文芸協会第2回大会（1907年〈明治40年〉11月本郷座、坪内逍遥翻訳ハムレットなどを上演）がモデル[24]。漱石は1911年（明治44年）5月下旬の帝国劇場での上演を観劇し、｢東京朝日新聞」6月5・6日劇評で批判している[注釈 8]。

三四郎の故郷は「熊本」と誤解されることが多いが、熊本は高校の所在地であり、故郷は第1章に福岡県京都郡（旧豊前小倉藩〈豊津藩〉領）の農村、という設定である。三四郎は、熊本の高校時代のみならず、上京後も、長い休暇のたびに母やお光さんのいる国に帰省している（第11章）。このため、冬休み中に開かれた美禰子の結婚披露宴にも出席できなかった（第13章）。
作中で三四郎と美禰子が出会った東京大学の心字池（育徳園心字池）は、本作品にちなんで「三四郎池」と呼ばれるようになった。

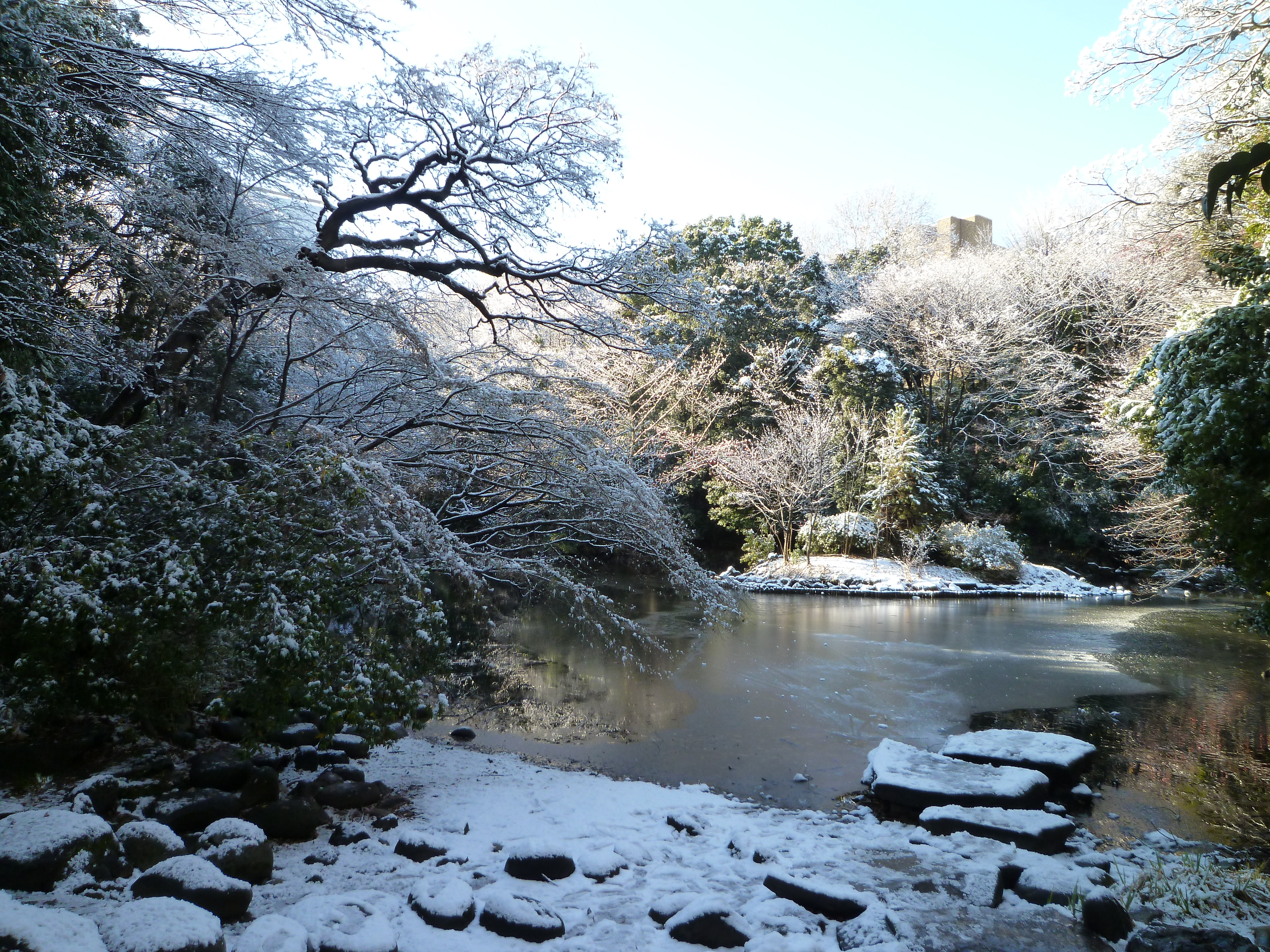
育徳園心字池(三四郎池)

助川徳是によれば、『三四郎』の各章ごとの時間的構造は、次の通りである。
- 一	8月中旬か下旬の2日間
- 二	9月上旬の10日間
- 三	9月中旬から10月中旬の35日間
- 四	10月下旬から11月3日の13日間
- 五	11月上旬の2日間
- 六	11月上旬の2日間
- 七	11月上旬のいちにち
- 八	11月下旬の2日間
- 九	12月上旬の10日間
- 十	12月上旬のいちにち
- 十一	12月上旬の10日間
- 十二	12月上旬の9日間
- 十三	翌年2月か3月の7日間

## 映像作品

### 映画
- 『夏目漱石の三四郎』（1955年、東宝、中川信夫監督、出演：山田真二、八千草薫、笠智衆、土屋嘉男）

### テレビドラマ
- 文学ところどころ『三四郎』（1954年、日本テレビ系）
- 『三四郎』（1961年、NHK総合、出演：石濱朗、八千草薫、松村達雄、小池朝雄）
- テレビ文学館 名作に見る日本人『三四郎』（1968年、MBS系、出演：橋爪功、谷口香、杉裕之、松村達雄、笹岡勝治、三谷昇、平木久子）
- 銀河テレビ小説『三四郎』（1974年、NHK総合、出演：沖雅也、千秋実、篠ひろ子、林ゆたか）
- 文學ト云フ事『三四郎』（1994年、フジテレビ系、出演：大沢健、井出薫、北島道太）